# Sátpurá
Sátpurá (hindsky a maráthsky सातपुरा, Sátapurá, gudžarátsky સાતપુરા પર્વતમાળા, Sátapurá parvatamálá, anglicky Satpura Range), doslova „sedm záhybů“, je pohoří ve střední Indii. Táhne se západovýchodním směrem. Zvedá se ve východním Gudžarátu nedaleko pobřeží Arabského moře a pokračuje na východ přes Maháráštru, Madhjapradéš a Čhattísgarh. Spolu s paralelním pohořím Vindhja na severu oddělují Indoganžskou nížinu v severní Indii a Pákistánu od Dekánské plošiny na jihu. Severní svahy Sátpury odvodňuje řeka Narmadá, která teče příkopem mezi Vindhjou a Sátpurou na západ do Arabského moře. Jižní svahy západní části pohoří odvodňuje řeka Tápí. Střední a jihovýchodní část, kde na Sátpuru navazuje Dekánská plošina, patří do povodí řeky Gódávarí, která směřuje do Bengálského zálivu. Nejvýchodnější část pohoří odvodňuje řeka Mahánadí. Východní konec Sátpury přechází do kopců na plošině Čota Nágpur. Geologické podloží tvoří z velké části vyvřeliny. Nejvyšší hora Dhúpgarh (1350 m) se nachází ve střední části pohoří zvané Mahádev a je současně nejvyšší horou Madhjapradéše.
Sátpurá byla původně hustě zalesněna. Větší část lesů již byla vykácena, ale stále zde ještě některé významné porosty zbývají. Tyto enklávy poskytují útočiště některým indickým velkým savcům, včetně tygra (Panthera tigris), gaura (Bos gaurus,) dhoula (Cuon alpinus), medvěda pyskatého (Melursus ursinus), antilopy čtyřrohé (Tetracerus quadricornis) a antilopy jelení (Antilope cervicapra). Východní část pohoří je bohatší na srážky a spolu s Východním Ghátem tvoří ekoregion Vlhké opadavé lesy východních vrchovin. Sezónně suchá západní část patří spolu s údolím Narmady a západní Vindhjou do ekoregionu Suché opadavé lesy údolí Narmady.